# Krynica (1958)
Krynica – polski statek, drobnicowiec, zbudowany w Stoczni Szczecińskiej im. Adolfa Warskiego w 1958 roku. Pierwsza, prototypowa jednostka z serii B-55, przekazana Polskim Liniom Oceanicznym 21 listopada 1958 roku. 
Matką chrzestną statku była Helena Zawadowska, żona Juliana.
W pierwotnych założeniach statek miał pływać w rejonie morza Śródziemnego i Czarnego lub w kierunku południowoamerykańskim, jednak od początku został skierowany na kierunek północnoamerykański. Jednym z pierwszych kapitanów był kapitan żeglugi wielkiej Jan Drączkowski. 16 stycznia 1961 roku na pokładzie "Krynicy" zostały przewiezione z Bostonu do Gdyni skarby wawelskie (m.in. arrasy) ewakuowane w 1939 roku z Krakowa. W późniejszym okresie drobnicowiec żeglował po morzu Śródziemnym i w rejonie Afryki Zachodniej. W barwach PLO pływał do 1978 roku. 
Wówczas drobnicowiec został zakupiony przez Polamerican Steamship Co. Ltd. - przedsiębiorstwo żeglugowe należące do emigranta z Polski, Wojciecha Halicz-Fornalskiego. Statek został zarejestrowany pod banderą Kajmanów, zmieniono nazwę na cześć żony nowego właściciela na "Krystina F". 
W 1981 roku jednostka została zakupiona przez kajmańskie armatora Oranga Shipping Ltd. i ponownie zmieniła nazwę na "Big Orange". W kwietniu 1984 roku trafiła do tajwańskiej stoczni złomowej Shyeh Sheng Huat w mieście Kaohsiung, gdzie została zezłomowana.